# Olympia-Verlag
Die Olympia-Verlag GmbH ist ein deutscher Zeitschriftenverlag mit Sitz in Nürnberg. Sie gehört zu 100 % dem Verlag Nürnberger Presse Druckhaus Nürnberg. Ihr bekanntester Titel ist der Kicker.

## Geschichte
Der Olympia-Verlag wurde am 1. November 1946 als Einzelfirma gegründet, seit dem 1. Januar 1947 ist er eine GmbH. Erster Lizenzträger war Joseph E. Drexel, der am 30. Oktober 1946 die amerikanische Lizenz 181 zur Herausgabe einer Sportzeitschrift erhielt. Die Lizenz wurde später auf Friedebert Becker ausgedehnt.

## Titel
- Alpin
- handball-world.news
- Kicker
- Unterwasser (erscheint seit April 2015 im Atlas Verlag, München.[2])